# Jazzmesse
Jazzmesse er en gudstjeneste med akkompagnerende jazz. 
Eksempler er de succesfulde jazzmesser i Københavns Domkirke, Vor Frue Kirke, i forbindelse med Copenhagen Jazz Festival, hvor bassisten Chris Minh Doky har skabt musik siden 2012.